# Jan Laurier
Johannes Pieter (Jan) Laurier (Leiden, 15 november 1949) is een Nederlands politicus. Hij was tussen 2007 en 2011 namens GroenLinks lid van de Eerste Kamer der Staten-Generaal. Eerder was hij raadslid en wethouder in Leiden. Sinds 2011 is hij voorzitter van de Beroepsvereniging van Professionals in Sociaal Werk/ BPSW. (Voorheen Nederlandse Vereniging van Maatschappelijk Werkers/NVMW).
Voorzitter Raad van Bestuur van Blik op Werk (2012-heden)

## Levensloop
Laurier studeerde sociologie en was na en tijdens zijn studie actief in de Leidse actiebeweging. In 1981 richtte hij de linkse Stadskrant op. Tussen 1983 en 1993 werkte hij als onderzoeker bij het onderzoekscentrum Ruimtelijke Ontwikkeling en Volkshuisvesting en het Leids Instituut voor Sociaal-Wetenschappelijk Onderzoek.
In 1987 werd Laurier lid van de gemeenteraad van Leiden, voor Links Leiden, een samenwerkingsverband van Politieke Partij Radikalen, de Communistische Partij van Nederland en de Pacifistisch Socialistische Partij. In 1990 fuseerden deze partijen tot GroenLinks. Laurier was zelf afkomstig uit de CPN. Tussen 1990 en 1993 was hij fractievoorzitter. In 1993 volgde hij, een jaar voor de gemeenteraadsverkiezingen Hans de La Mar op als GroenLinks wethouder in Leiden. Hij was verantwoordelijk voor werkgelegenheid, sociale zaken, sociale vernieuwing, wijkbeheer en afvalverwerking. In 1994 en 1998 was hij weer lijsttrekker. En hij blijft wethouder. Zijn portefeuille omvat sociale zaken en werkgelegenheid, en daarbij milieu (tussen 1994-1998) inburgering (tussen 1998 en 2002). Bovendien was hij waarnemend burgemeester. Ook deed hij mee aan de estafettebezettingsactie door leden van Milieudefensie van het Bulderbos.
Een maand voor de gemeenteraadsverkiezing van 2002 trad Laurier af vanwege de tekorten bij de gemeentelijke sociale werkplaats, De Zijlbedrijven. Een van de coalitiepartijen, de VVD had het vertrouwen in hem opgezegd. Laurier is bij de verkiezingen wederom lijsttrekker. Toch wordt hij niet weer wethouder. In de onderhandeling wordt uiteindelijk Mohammed Rabbae benoemd. Tussen 2002 en 2003 was hij nog kortstondig lid van de gemeenteraad. Bij zijn vertrek uit de raad werd hij benoemd tot Ridder in de Orde van Oranje-Nassau.
In 2002 werd Laurier voorzitter van de Landelijke Cliëntenraad. In 2003 werd hij daarnaast voorzitter van de Woonbond. Bij de Eerste Kamerverkiezingen 2007 werd hij met voorkeurstemmen gekozen in de senaat. Op 12 juni 2007 werd hij beëdigd. In 2011 werd hij wederom op de kandidatenlijst van GroenLinks gezet voor de Eerste Kamer, namelijk op plaats #9. Hij werd niet herkozen en nam in 2011 dus afscheid. Sinds 2011 is hij voorzitter van de Beroepsvereniging van Professionals in Sociaal Werk/ BPSW.
- International Standard Name Identifier: 0000 0000 3721 584X
- Library of Congress Control Number: n88208390
- Nederlandse Thesaurus van Auteursnamen: 07314438X
- Parlement.com: vhl718mumisn
- Virtual International Authority File: 4032921
- WorldCat: E39PBJkxM8FF6Pkq9J8xhjMdcP